# Lubinia Mała
Lubinia Mała – wieś w Polsce położona w województwie wielkopolskim, w powiecie jarocińskim, w gminie Żerków.
W miejscowości znajduje się Niepubliczna Szkoła Podstawowa im. św. Jadwigi Królowej Polski ().

## Historia
W miejscowości urodził się Adam Jaraczewski polski generał, który zmarł w powstaniu listopadowym  .
W latach 1975–1998 miejscowość administracyjnie należała do województwa kaliskiego.